# Бжичина
Бжичина (пол. Brzyczyna) — село в Польщі, у гміні Могиляни Краківського повіту Малопольського воєводства.
Населення — 395 осіб (2011).
У 1975—1998 роках село належало до Краківського воєводства.

## Географія
Селом протікає річка Жепнік.

## Демографія
Демографічна структура станом на 31 березня 2011 року:
|          | Загалом | Допрацездатний вік | Працездатний вік | Постпрацездатний вік |
| -------- | ------- | ------------------ | ---------------- | -------------------- |
| Чоловіки | 187     | 49                 | 122              | 16                   |
| Жінки    | 208     | 57                 | 122              | 29                   |
| Разом    | 395     | 106                | 244              | 45                   |